# Adriaen Block
Adriaen Block   (Amsterdam, 1567 (Gregorià) - Amsterdam, 27 d'abril de 1627) va ser un explorador neerlandès.

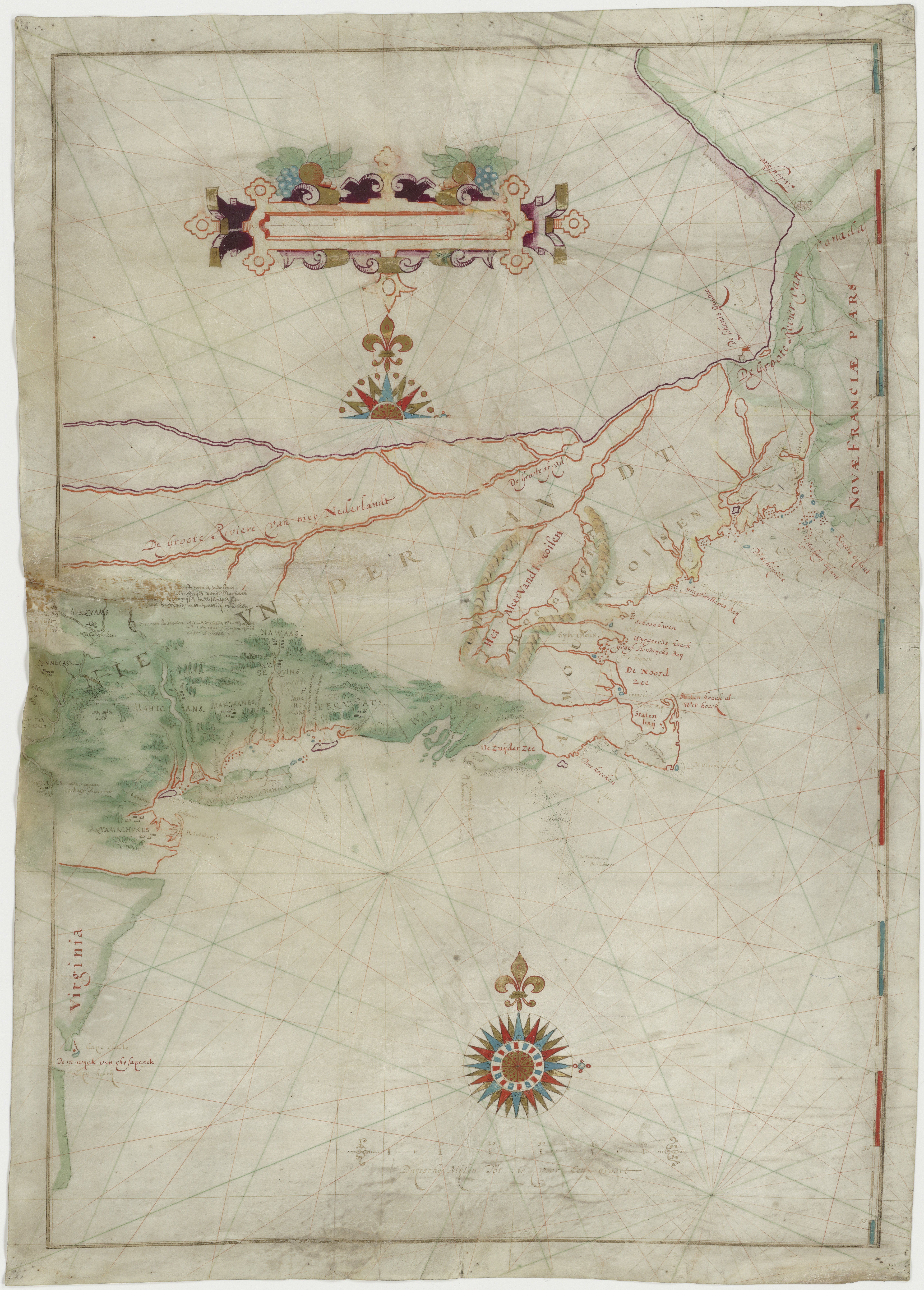
El mapa d'Adriaen Block del 1614 amb Long Island dibuixat com una illa. També és el primer mapa on figura el nom Nous Països Baixos.

El 1611 va ser empleat per comerciants d'Amsterdam per fer comerç a la zona que va ser descobert per Henry Hudson. Estaven interessats a la pell dels animals nord-americans, comprar a bon preu als indians i vendre molt car a Europa era el model de negoci. Sobretot la pell de castors era molt convidat per mercat. Va ser el primer europeu que va dibuixar Long Island i Manhattan com a dues illes separades. Aquest mapa s'ha conservat. També va utilitzar el terme Nous Països Baixos per primera vegada a un mapa.
Block Island, una illa davant de la costa de l'estat Rhode Island, va ser anomenat en honor d'Adriaen Block. Va visitar l'illa el 1614. Va explorar Connecticut abans que els colonitzadors anglesos hi van arribar. Va continuar a navegar fins a la seva mort l'any 1627.
Està enterrat a l'Oude Kerk d'Amsterdam.